# Сагин, Михаил Васильевич
Михаил Васильевич Сагин (3 октября 1962) — советский и российский футболист, полузащитник.

## Биография
Воспитанник ростовского спортинтерната. В командах мастеров начал выступать в середине 1980-х годов, играл во второй и первой лигах первенства СССР за «Балтику», ставропольское «Динамо», «Ростсельмаш», одесский СКА. За восемь лет карьеры в командах мастеров сыграл более 230 матчей, в основном за команды первой лиги.
В 1992 году в составе «Ростсельмаша» выступал в первом сезоне чемпионата России. Дебютный матч в высшей лиге сыграл в первом туре сезона, 29 марта 1992 года против «Шинника», заменив на 77-й минуте Олега Санько. Всего за сезон сыграл 23 матча в высшей лиге, в большинстве из них выходил на замены или был заменён. В первой половине следующего сезона тоже был в заявке клуба, но выступал только за дубль.
После ухода из «Ростсельмаша» несколько лет выступал на профессиональном уровне за ростовский «Источник», затем играл за любительские команды Ростовской области.
После окончания карьеры выступает за команды ветеранов, неоднократно признавался лучшим игроком и лучшим защитником ветеранских соревнований.

## Личная жизнь
Сын Сергей (род. 1988) тоже профессиональный футболист, выступал за команды второго дивизиона.